# Departement der Leine
Das Departement der Leine (Département de la Leine) oder Leine-Departement war von 1807 bis 1813/14 eine von acht Departements genannten Verwaltungseinheiten des Königreichs Westphalen. Dieses Departement umfasste ein Gebiet von der Werra über Göttingen, Einbeck und Rinteln bis an die Weser nördlich von Minden.

## Geschichte
Am 1. Dezember 1807 wurde das Departement der Leine aus dem Fürstentum Göttingen, aus einem Teil des Fürstentum Grubenhagen, einem Teil der Länder Hildesheim, Braunschweig und Hessen gebildet. Hauptort des Departements war Göttingen.
Am 1. September 1810 kam der Rest des Herzogtum Hannovers ins Departement der Leine. Es war dies das zwischen den Distrikten Hannover (Departement der Aller), Hildesheim (Departement der Oker) und Einbeck liegende hämelsche Quartier des Fürstentum Calenberg.
Die Distrikte Göttingen und Einbeck blieben unverändert. Der Distrikt Rinteln bestand nun aus dem oben genannten Teil von Calenberg, der Herrschaft Spiegelberg, dem Kanton Ottenstein (vom Distrikt Höxter aus dem Departement der Fulda) und den Kantonen Rinteln und Oldendorf (vom Distrikt Rinteln aus dem Departement der Weser). Aus dem Distrikt Rinteln kamen Sachsenhagen, Obernkirchen, Rodenberg und Freudenberg ins Departement der Aller.
Kaiser Napoleon zog eine Linie nordwestlich von Weser, Werre, Johannisbach und Schwarzbach. Er annektierte das Gebiet nördlich dieser Linie, bis zur Küste, um seine Kontinentalsperre unter bessere Kontrolle zu bringen. Es entstanden die Hanseatischen Departements. Daraufhin kamen am 1. Januar 1811 die Distrikte Rinteln, ohne die Exklaven und die Gebiete rechts der Weser, zum französischen Departement der Oberen Ems. Im Distrikt Einbeck wurde der Kanton Halle nicht mehr aufgeführt.
Zustand 1811:
Das Departement der Leine war 1810 etwa 74 Quadratmeilen oder 225 Lieues (franz. Wegstunde) oder 1.631.121 Braunschweigische Morgen groß. Rechnet man die Quadratmeilen zu 55 km², so kommt man auf eine Gesamtfläche von 4070 km². Die Einwohnerzahl wird zum 31. Dezember 1810 mit 233.027 angegeben. Sie lebten in 19 Städten, 22 Marktflecken, fünf Vororten, 526 Dörfern, 96 Weilern und 222 Einzelgebäuden mit insgesamt 174.486 Feuerstellen. Den 58.541 Stadtbewohnern standen 174.486 Landbewohner gegenüber.
Das Departement bestand aus drei Distrikten, 42 Kantonen, 362 Gemeinden, 34 Kantonmairien und 42 Friedensgerichten. Der Appellationshof war in Cassel. Die Hauptstadt war Göttingen.
- Der Distrikt Göttingen hatte 83.416 Einwohner und umfasste 1312,5 km² in sieben Städten, fünf Markflecken, 179 Dörfern, 17 Weilern und 84 Einzelgebäuden mit insgesamt 12.435 Feuerstellen, oder in acht Kantonen und 145 Gemeinden. Die Distrikthauptstadt war Göttingen.
- Der Distrikt Einbeck hatte 73.979 Einwohner und umfasste 1155 km² in sechs Städten, sechs Markflecken, drei Vororten, 157 Dörfern, 41 Weilern und 81 Einzelgebäuden mit insgesamt 9581 Feuerstellen oder 14 Kantonen und 101 Gemeinden. Die Distrikthauptstadt war Einbeck.[1]

Das Königreich Westphalen war in Departements, die Departments in Distrikte, diese in Kantone und letztere in Munizipalitäten eingeteilt.
| Göttingen | Göttingen, Grone, Jühnde, Friedland, Dransfeld, Bremke, Radolfshausen, Bovenden, Northeim, Adelebsen, Hardegsen, Moringen, Harste, Nienover, Uslar, Bodenfelde, Blume und Nörten. |
| Einbeck   | Einbeck, Einbeck Land, Markoldendorf, Dassel, Rotenkirchen, Westerhof, Seesen, Gandersheim, Greene, Delligsen, Eschershausen, Halle, Stadtoldendorf, Holzminden und Fürstenberg   |
| ab 1810   | |
| Rinteln   | Rinteln, Oldendorf, Hameln, Aerzen, Münder, Hemmendorf, Bodenwerder und Börry ab 1811 zusätzlich: Windheim und Hausberge ab 1812 zusätzlich: Obernkirchen                         |

## Die Präfekturen

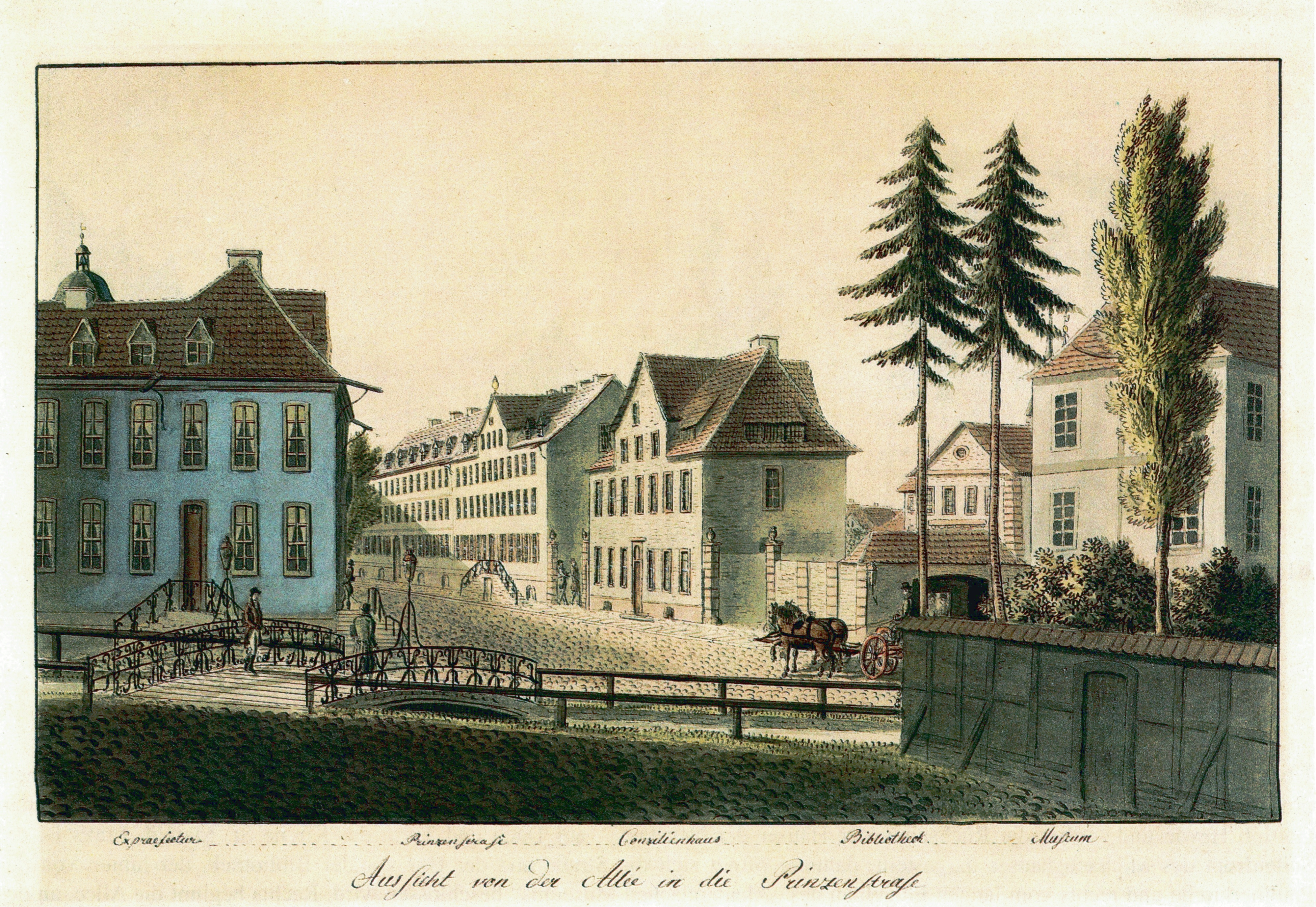
Der ehemalige Sitz der Präfektur – Das Michaelishaus an der Leine (links) um 1820

Das Departement der Leine hatte seinen Sitz im Michaelishaus (Göttingen). Es wurde geleitet von den Präfekten:
- Friedrich Freiherr von Hövel (Anfang 1808–September 1808); unterstützt von seinem Sekretär Joseph Piautaz
- Johann August Wilhelm Frantz (Oktober 1808–März 1811)
- Daniel Heinrich Delius (ab April 1811)

Der Ratsversammlung gehörten die Herren Westfeld, Baron von Grote und Westphal an.
Zur Ratsversammlung des Unterpräfekts von Göttingen gehörten 1810 Christiani, Ludewig, Sedchenchen, Piautaz, Gleim, von Grote, von Goetz, Koch, Pansen und von Seebach, 1811 Graf von Hardenberg (Präsident) Bornemann, Bötticher, Ernst, Goetz, von Oldenhausen, John, Lüder, von Mansberg, Scheidemann, Tuckermann, von Wangenheim, Wedemeyer, Wagemann, Bode und von Campen.
Weitere Unterpräfekten gab es in
- Einbeck: der Unterpräfekt Carl Friedrich Pini mit seinem Sekretär Walter,
- Rinteln (1811): der Unterpräfekt Moritz Maria Elmerhaus Freiherr von Haxthausen mit seinem Sekretär Schwarzenberg

## Postmeister im Departement der Leine
Das Königreich Westphalen hatte die Posthoheit im Lande (siehe Postgeschichte des Königreichs Westphalen).
Göttingen

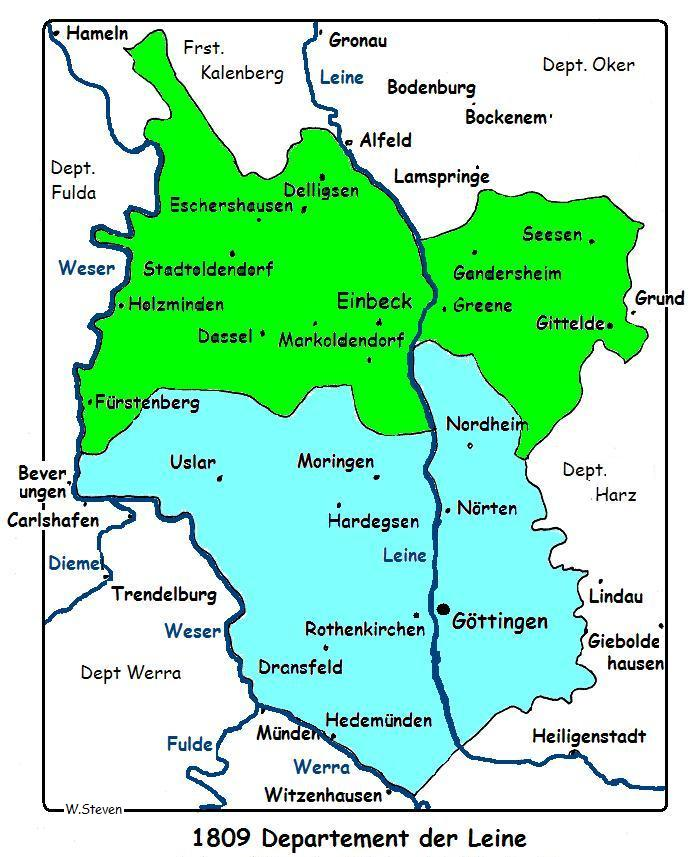
Karte des Departements der Leine

- Dransfeld Expediteur: Millenhausen (1810–1813)
- Göttingen Direktor 1. Klasse: d'Hinüber (1810–1813), Controleur: Henneberg (1810), Creutzer (1811), Neinke (1812–1813)
- Hardegsen Expediteur: Suhr (1810–1813)
- Moringen Expediteur: Meyer, fils (1810–1813)
- Nörten Expediteur: Panse (1810–1813)
- Uslar Expediteur: Thiel (1810–1813)

Einbeck
- Dassel Expediteur: Bertram (1810–1813)
- Einbeck Direktor 3. Klasse: Grevenstein (1810–1813), Woelker (1810–1811), Controleur
- Eschershausen Expediteur: Knüll (1810–1813)
- Fürstenberg Expediteur: Lungeshausen (1810–1813)
- Gandersheim Direktor Expediteur: Strube (1810)
- Greene Expediteur: Kircher (1810–1813)
- Holzminden Raabe, Direktor 3. Klasse: (1810–1813)
- Markoldendorf Expediteur: Kaennichen (1810–1813)
- Seesen Direktor 3. Klasse: Österreich (1810–1813)
- Stadtoldendorf Expediteur: Meyer (1810–1813)

Rinteln
- Wickensen (Eschershausen) Expediteur: Mittendorf (1810–1813)
- Mühlenbeck Expediteur: Metgen (1810)
- Nordheim Direktor 2. Klasse: De Bobers (1810–1813)